# Чивава (град)
Чивава (шп. Chihuahua) је град у Мексику у савезној држави Чивава. Према процени из 2005. у граду је живело 748.518 становника.

## Становништво
Према подацима са пописа становништва из 2010. године, град је имао 809.232 становника.
| 1990.   | 1995.   | 2000.   | 2005.   | 2010.   |
| ------- | ------- | ------- | ------- | ------- |
| 516.153 | 613.722 | 657.876 | 748.518 | 809.232 |

## Партнерски градови
- Тореон
- Сијудад Хуарез
- Албукерки
- Пуебло
- Линвуд
- Ел Пасо
- Мидланд
- Нешвил